# WikiKto
WikiKto é uma enciclopédia católica livre. Em francês por enquanto, este wiki utiliza Mediawiki e tem a licença GNU que é a mesma que Wikipédia.
Esta enciclopédia tem projetos de ser traduzida para o português daqui a alguns meses.

## História de WikiKto
O projecto em francês iniciou-se em 13 de maio (dia do aniversário das aparições de Nossa Senhora de Fátima) de 2005. No março 2007, mais de 3200 artigos (dos quais 675 esboços) estão presentes nesta enciclopédia.

## Significado do nome WikiKto
O nome de WikiKto foi concebido a partir de:
- Wiki, que vem de wiki wiki, significa "super-rápido" no idioma havaiano.
- Kto, que literalmente se lê cato para católico.